# Leptophryne
Leptophryne är ett släkte av groddjur. Leptophryne ingår i familjen paddor.
Kladogram enligt Catalogue of Life:
| Leptophryne | \| \| Leptophryne borbonica \| \| \| \| \| \| Leptophryne cruentata \| \| \| \| |
|             | \| \| Leptophryne borbonica \| \| \| \| \| \| Leptophryne cruentata \| \| \| \| |
|             | Leptophryne borbonica                                                           |
|             |                                                                                 |
|             | Leptophryne cruentata                                                           |
|             |                                                                                 |